# Krążek przesuwny

Krążek przesuwny

Krążek przesuwny – krążek podparty swobodnie, przez który przeplata się cięgno. Krążek w trakcie przesuwania się cięgna obtacza się po nim z założenia bez poślizgu. Krążek przesuwny umożliwia zmianę wartości siły.
Krążek przesuwny jako maszyna prosta
W układach idealizowanych przyjmuje się, że krążek jest nieważki, cięgno nieważkie, doskonale elastyczne, nierozciągliwe i nie występują opory ruchu krążka a cały układ jest płaskim układem sił.
Wtedy, zależność opisująca działanie krążka przesuwnego:
{\displaystyle P={\frac {Q}{2}},}
gdzie:
{\displaystyle P} – siła poruszająca,
{\displaystyle Q} – siła użyteczna.
Krążek przesuwny w układach rzeczywistych
W układach rzeczywistych dochodzą zjawiska dynamiczne, związane z inercją układu oraz straty mechaniczne związane z oporami ruchu. W naszym przypadku przyjmujemy, że ruch w układzie jest ruchem ustalonym.
Wtedy spełnione jest równanie
{\displaystyle P={\frac {Q}{2\eta _{kp}}},}
gdzie {\displaystyle \eta _{kp}={\frac {1+\eta }{2}}} – sprawność krążka przesuwnego przy określonej sprawności krążka stałego {\displaystyle \eta .}